# Obrazovka
Obrazovka je elektronická součástka bez pohyblivých částí sloužící k vizuální prezentaci grafických nebo textových informací. Obrazovkou jsou vybaveny televizory, přenosné počítače, hardwarové integrované multimediální přehrávače, mobilní telefony a mnohá další zařízení, jako např. chytré hodinky. Stolní osobní počítače (ale i některá výše zmíněná přenosná zařízení) se připojují k obrazovkovému monitoru, jehož hlavní součástí je právě obrazovka. Obrazovce se také někdy říká displej, název „displej“ se však používá spíše pro jednodušší zařízení pro zobrazování čísel (složený ze sedmisegmentových zobrazovacích prvků) nebo textu.
Do 90. let 20. století se používaly vakuové obrazovky, jejichž nevýhodou byla velká hloubka, po roce 2000 převažuje použití plochých obrazovek používajících různé technologie zobrazování (LCD, plazmové, OLED, apod.).
Nejstarší vakuové obrazovky byly monochromatické (jednobarevné, příp. dvoubarevné, obrazovky pro počítače s barvou ne nutně blízkou bílé). Barevnou televizní obrazovku vyvinul John Logie Baird ve 40. letech 20. století. Barevné televizní vysílání se zavádělo od 50. let v USA, v 60. letech v západní Evropě, v Československu od roku 1973. Od 70. let 20. století se začínaly barevné obrazovky objevovat i u počítačů. Barevné obrazovky využívají aditivní míchání barev, při němž se barvy skládají ze tří základních složek RGB – Red (červená), Green (zelená), Blue (modrá). Ploché obrazovky používající tekutých krystalů (LCD) byly zpočátku také dvoubarevné, později byly schopné zobrazovat odstíny šedi a nakonec také barvy.

## Porovnání vlastností různých technologií obrazovek
| TechnologieParametr                       | Vakuová obrazovka | LCD | Plazma | OLED |
| ----------------------------------------- | --- | --- | --- | --- |
| Statický poměr kontrastu                  | Typicky 200–300:1 | 150 až 8100:1 | Typicky 1000:1 - 3000:1, u některých typů bylo změřeno až 20333:1 | “Mezi 0,0001 a 0,00001 nits“ „Společnost Sony tvrdí, že kontrast OLED dosahuje až 1000000:1.“ |
| Špičková svítivost                        | 176 cd/m2 | 200–4000 cd/m2 | 50–200 cd/m2 | 100–700 cd/m2 |
| Barevná hloubka                           | 8 bitů na subpixel; lepší rozlišení pro stupnici šedé[zdroj?] | 6 až 10 bitů na subpixel; menší rozteč obrazových bodů, lepší detaily | 6 až 8 bitů na subpixel | 8 až 10 bitů na subpixel, některé HDR modely až 12 bitů na subpixel. |
| Čas odezvy                                | 0,01 ms to méně než 1 µs, ale omezený dobou dosvitu luminiforu (okolo 5 ms) | Typicky 1–8 ms (podle údajů výrobce), starší obrazovky mohly mít až 35 ms | Typicky méně než 0,01 ms, i 2 µs, ale omezený dobou dosvitu luminiforu (okolo 5 ms)                                                                                        | Odhady se pohybují od 0,01 ms do 1 µs. |
| Snímková frekvence (obnovovací frekvence) | Typicky 60–85 fps, některé vakuové obrazovky mohou mít i vyšší (200 fps při nižším rozlišení); interně, frekvence překreslování obrazovky závisí na vstupní snímkové frekvenci | typicky 60 fps, některé herní monitory zvládají až 500 fps; interně je obnovovací frekvence obrazu až 500 fps | typicky 60 fps, některé až 120 fps; interně je obnovovací frekvence obrazu například 480 nebo 600 fps                                                                      | typicky 60 fps. Až 175 fps. |
| Blikání obrazu                            | Vnímatelné při nižších obnovovacích frekvencích (60 fps a níže) | Podle podmínek; v roce 2013 většina LCD obrazovek používala pro regulaci jasu podsvícení pulzně šířkově modulované (zábleskové světlo) Od té doby bylo představeno mnoho LCD monitorů, které neblikají.                  | Obvykle se neobjevuje kvůli vysoké obnovovací frekvenci, která je vyšší než FPS                                                                                            | Obvykle se neobjevuje při maximálním jasu. Při nižších úrovních se často objevuje blikání s frekvencí mezi 60 a 255 Hz, protože se pro regulaci jasu OLED obrazovky často používá pulzně šířková modulace.                                                                                             |
| Riziko vypalování obrazu                  | Vysoké | Nízké | Vysoké | Střední |
| Spotřeba energie a vytváření tepla        | Vysoká | Nízká | Závisí na jasu ale obvykle vyšší než u LCD | Závisí na jasu a barvě obrazu. Pro většinu scén má spotřebu okolo 60–80% spotřeby LCD. OLED displeje spotřebovávají 40% výkonu LCD pro zobrazování převážně černého obrazu, protože nevyžadují podsvícení; při zobrazování převážně bílého obrazu mohou mít i více než třikrát vyšší spotřebu než LCD. |
| Vlivy na životní prostředí                | Citlivé na okolní magnetické pole, což může nepříznivě ovlivňovat konvergenci a čistotu barev. | Náchylné k poruchách při nízkých (pod −20 °C, −4 °F) nebo vysokých (nad 45 °C, 113 °F) teplotách | Použití ve vysokých nadmořských výškách může způsobovat špatnou funkci nebo bzučivý zvuk                                                                                   | Mohou mít nedostatečný jas. |
| Emise elektromagnetického záření          | Může emitovat malé množství rentgenového záření. | Emitují pouze neionizující záření. | Emitují silné vysokofrekvenční elektromagnetické záření | Žádné; řídicí obvody mohou způsobovat rádiové rušení |
| Velikost                                  | Až 43″ (1 m) | Až 120″ (3 m) | Až 150″ (3,8 m) (152“ experimentální) | Až 88″ (2,24 m) |
| Údržba                                    | Nebezpečí při opravách kvůli vysokému napětí, vyžaduje zkušenosti s kalibrací konvergence a nové nastavení při přemístění. Z obrazovky je vyčerpán vzduch a při nesprávném zacházení je riziko imploze. | Riskantní a nákladné opravy kvůli složitosti obrazovky; poškození jednotek se rtuťovým CCFL podsvícením může způsobovat uvolnění zdravotně škodlivých látek                                                              | Samotnou obrazovku nelze opravit, pokud se vyčerpal plyn sloužící pro vytváření výbojů                                                                                     | |
| Jiné                                      | Nemá nativní rozlišení. Jediná technologie obrazovky pracující se širokým rozsahem frekvencí obrazu (pracuje s různými rozlišeními a obnovovacími frekvencemi bez potřeby pro zvětšení). Zpoždění obrazovky je extrémně nízké díky tomu, že se obrazová data před zobrazením nikde neukládají (na rozdíl od LCD, plazmových a OLED obrazovek. Velmi objemná a těžká konstrukce v porovnání s jinými technologiemi obrazovek. Nevhodné pro montáž na zeď. Nové modely se již nevyrábějí. | LCD mřížka může maskovat efekty prostorové a barevné kvantizace, což způsobuje klamné zdání vyšší kvality obrazu. V současnosti nejlevnější technologie výroby obrazovek, některé modely se prodávají za méně než 100 $. | Při pohledu zblízka nebo u větších rozměrů obrazovek se může zdát, že obrazovka je za sklem „utopena“. Tento dojem je výraznější než u LCD. Nové modely se již nevyrábějí. | Barevné subpixely mohou stárnout různě rychle, což může způsobovat barevné posuny. Citlivé na UV složku přímého slunečního světla. Považuje se nejkvalitnější ale také nejnákladnější technologii výroby obrazovek, jejichž cena je zřídka menší než 1200 $.                                           |